# Каменский сельсовет (Каменский район, Пензенская область)
Каменский сельсовет — сельское поселение в Каменском районе Пензенской области.
Административный центр — город Каменка.

## История
Статус и границы сельского поселения установлены Законом Пензенской области от 2 ноября 2004 года № 690-ЗПО «О границах муниципальных образований Пензенской области».
22 декабря 2010 года в соответствии с Законом Пензенской области № 1992-ЗПО в состав сельсовета включены территории упразднённых Блиновского, Калининского и Кочалейского сельсоветов.

## Население
| 2002  | 2010  | 2012  | 2013  | 2014  | 2015  | 2016  |
| ----- | ----- | ----- | ----- | ----- | ----- | ----- |
| 533   | ↘441  | ↗2792 | ↘2732 | ↘2682 | ↘2625 | ↘2537 |
| 2017  | 2018  | 2021  |       |       |       |       |
| ↘2477 | ↘2409 | ↘1976 |       |       |       |       |

## Состав сельского поселения
| № | Населённый пункт                           | Тип населённого пункта | Население |
| - | ------------------------------------------ | ---------------------- | --------- |
| 1 | Блиновка                                   | село                   | ↘478      |
| 2 | Большие Верхи                              | село                   | ↘275      |
| 3 | Залесное                                   | село                   | ↘133      |
| 4 | Знаменка                                   | посёлок                | 206       |
| 5 | Кочалейка                                  | село                   | ↗786      |
| 6 | Кувака                                     | село                   | ↘283      |
| 7 | Ростовка                                   | село                   | ↘158      |
| 8 | Центральная усадьба совхоза имени Калинина | населённый пункт       | ↘591      |